# Grand Prix Brazylii 1983
Grand Prix Brazylii 1983 (oryg. Grande Prmio do Brasil) – pierwsza runda Mistrzostw Świata Formuły 1 w sezonie 1983, która odbyła się 13 marca 1983, po raz czwarty na torze Jacarepaguá.
12. Grand Prix Brazylii, 11. zaliczane do Mistrzostw Świata Formuły 1.

## Klasyfikacja
| Legenda oznaczeń w tabelach wyników Wyświetl szablon na nowej stronie | Legenda oznaczeń w tabelach wyników Wyświetl szablon na nowej stronie                                                                     |
| Oznaczenie                                                            | Wyjaśnienie |
| --------------------------------------------------------------------- | --- |
| Złoty                                                                 | Zwycięzca lub mistrzostwo |
| Srebrny                                                               | 2. miejsce lub wicemistrzostwo |
| Brązowy                                                               | 3. miejsce lub II wicemistrzostwo |
| Zielony                                                               | Ukończył, punktował (w klasyfikacji generalnej, gdy zdobył co najmniej jeden punkt na przestrzeni sezonu, poza trzema powyższymi opcjami) |
| Niebieski                                                             | Ukończył, nie punktował (w klasyfikacji generalnej, gdy nie zdobył co najmniej jednego punktu na przestrzeni sezonu)                      |
| Czerwony                                                              | Nie zakwalifikował się (NZ) |
| Czerwony                                                              | Nie prekwalifikował się (NPK) |
| Różowy                                                                | Nie ukończył (NU) |
| Różowy                                                                | Niesklasyfikowany (NS) (w klasyfikacji generalnej, gdy nie został sklasyfikowany w żadnym wyścigu sezonu)                                 |
| Czarny                                                                | Zdyskwalifikowany (DK) |
| Czarny                                                                | Wykluczony (WYK/EX) |
| Biały                                                                 | Nie wystartował (NW) |
| Biały                                                                 | Kontuzjowany (K/INJ) |
| Biały                                                                 | Wyścig odwołany (OD/C) |
| Bez koloru                                                            | Został wycofany (WYC/WD) |
| Bez koloru                                                            | Nie przybył (NP/DNA) |
| Bez koloru                                                            | Nie brał udziału w treningach (NT/DNP) |
| Bez koloru                                                            | Nie został zgłoszony (–) |
| Pogrubienie                                                           | Start z pole position |
| Kursywa                                                               | Najszybsze okrążenie wyścigu |
| †                                                                     | Nie ukończył, ale jego rezultat został zaliczony ze względu na przejechanie więcej niż 90% dystansu wyścigu.                              |
| *                                                                     | Sezon w trakcie |
| 1/2/3                                                                 | Punktowana pozycja w sprincie |
| Lista systemów punktacji Formuły 1                                    | |

| Poz | Nr | Kierowca           | Konstruktor   | Okrążenia | Czas/powód NU      | Poz. start. | Punkty |
| --- | -- | ------------------ | ------------- | --------- | ------------------ | ----------- | ------ |
| 1   | 5  | Nelson Piquet      | Brabham-BMW   | 63        | 1:48:27.731        | 4           | 9      |
| 3   | 8  | Niki Lauda         | McLaren-Ford  | 63        | + 51.883           | 9           | 4      |
| 4   | 2  | Jacques Laffite    | Williams-Ford | 63        | + 1:13.951         | 18          | 3      |
| 5   | 27 | Patrick Tambay     | Ferrari       | 63        | + 1:18.117         | 3           | 2      |
| 6   | 29 | Marc Surer         | Arrows-Ford   | 63        | + 1:18.207         | 20          | 1      |
| 7   | 15 | Alain Prost        | Renault       | 62        | + 1 okrążenie      | 2           |        |
| 8   | 35 | Derek Warwick      | Toleman-Hart  | 62        | + 1 okrążenie      | 5           |        |
| 9   | 30 | Chico Serra        | Arrows-Ford   | 62        | + 1 okrążenie      | 23          |        |
| 10  | 28 | René Arnoux        | Ferrari       | 62        | + 1 okrążenie      | 6           |        |
| 11  | 4  | Danny Sullivan     | Tyrrell-Ford  | 62        | + 1 okrążenie      | 21          |        |
| 12  | 12 | Nigel Mansell      | Lotus-Ford    | 61        | + 2 okrążenia      | 22          |        |
| 13  | 34 | Johnny Cecotto     | Theodore-Ford | 60        | + 3 okrążenia      | 19          |        |
| 14  | 17 | Eliseo Salazar     | RAM-Ford      | 59        | + 4 okrążenia      | 26          |        |
| 15  | 9  | Manfred Winkelhock | ATS-BMW       | 59        | + 4 okrążenia      | 25          |        |
| DK  | 1  | Keke Rosberg       | Williams-Ford | 63        | Dyskwalifikacja    | 1           |        |
| DK  | 11 | Elio de Angelis    | Lotus-Renault | 60        | Dyskwalifikacja    | 13          |        |
| NS  | 33 | Roberto Guerrero   | Theodore-Ford | 53        | Nie sklasyfikowany | 14          |        |
| NU  | 16 | Eddie Cheever      | Renault       | 41        | Hamulce            | 8           |        |
| NU  | 7  | John Watson        | McLaren-Ford  | 34        | Silnik             | 16          |        |
| NU  | 26 | Raúl Boesel        | Ligier-Ford   | 25        | Silnik             | 17          |        |
| NU  | 23 | Mauro Baldi        | Alfa Romeo    | 23        | Kolizja            | 10          |        |
| NU  | 25 | Jean-Pierre Jarier | Ligier-Ford   | 22        | Zawieszenie        | 12          |        |
| NU  | 6  | Riccardo Patrese   | Brabham-BMW   | 19        | Układ wydechowy    | 7           |        |
| NU  | 31 | Corrado Fabi       | Osella-Ford   | 17        | Silnik             | 24          |        |
| NU  | 36 | Bruno Giacomelli   | Toleman-Hart  | 16        | Wypadł z toru      | 15          |        |
| NU  | 3  | Michele Alboreto   | Tyrrell-Ford  | 7         | Silnik             | 11          |        |
| NZ  | 22 | Andrea de Cesaris  | Alfa Romeo    |           |                    |             |        |
| NZ  | 32 | Piercarlo Ghinzani | Osella-Ford   |           |                    |             |        |